# Romain Inez
Romain Inez (Caen, 30 aprile 1988) è un ex calciatore francese, di ruolo difensore.